# The Three Lovers
The Three Lovers è un cortometraggio muto del 1911 diretto da Lewin Fitzhamon. L'interprete femminile era Gladys Sylvani, una giovane attrice di teatro qui al suo debutto sullo schermo.

## Trama
Un curato salva una ragazza costretta a un matrimonio forzato con un ufficiale.

## Produzione
Il film fu prodotto dalla Hepworth.

## Distribuzione
Distribuito dalla Hepworth, il film - un cortometraggio di 198,12 metri - uscì nelle sale cinematografiche britanniche nel gennaio 1911.
Si conoscono pochi dati del film che, prodotto dalla Hepworth, fu distrutto nel 1924 dallo stesso produttore, Cecil M. Hepworth. Fallito, in gravissime difficoltà finanziarie, il produttore pensò in questo modo di poter almeno recuperare il nitrato d'argento della pellicola.